# 三石区域
三石区域（サムソクくいき）は、朝鮮民主主義人民共和国平壌直轄市にある行政区域の一つ。

## 地理
市域の北東部にある。西側は恩情区域・龍城区域と、南は大城区域・黄海北道勝湖郡と、東は江東郡と、北側は平安南道平城市と接する。

## 行政区域
4洞・7里を管轄する。
- 文栄洞（ムニョンドン）
- 聖文一洞（ソンムニルトン）
- 聖文二洞（ソンムニドン）
- 長寿院洞（チャンスウォンドン）
- 広徳里（クァンドンニ）
- 道徳里（トドンニ）
- 三石里（サムソンニ）
- 三成里（サムソンニ）
- 元新里（ウォンシンニ）
- 円興里（ウォヌンニ）
- 湖南里（ホナムニ）

## 歴史
この節の出典
- 1959年9月 - 平安南道勝湖郡聖文里・魯山里・三石里・大泉里・湖南里・元新里・円興里、江東郡三成里・道徳里・広徳里をもって、平壌直轄市三石区域を設置。(10里)
- 1960年 (3洞7里)
  - 聖文里が聖文洞に昇格。
  - 魯山里が魯山洞に昇格。
  - 大泉里が大泉洞に昇格。
- 1967年 - 聖文洞の一部が分立し、文栄洞が発足。(4洞7里)
- 1983年 - 魯山洞が長寿院洞に改称。(4洞7里)
- 1984年 - 大泉洞が龍城区域に編入。(3洞7里)
- 1988年 - 三石里の一部が龍城区域馬山洞の一部と合併し、龍城区域明梧洞となる。(3洞7里)
- 1995年 (4洞7里)
  - 聖文洞の一部が分立し、聖文二洞が発足。
  - 聖文洞の残部・長寿院洞の一部が合併し、聖文一洞が発足。
  - 元新里の一部が三成里に編入。
  - 三成里の一部が道徳里に編入。

## 施設
- 南京遺跡
- 高句麗古墳群 - 湖南里四神塚
- よど号ハイジャック事件の犯人家族が住む通称「日本人村」